# Liste des municipalités de Colombie-Britannique

Situation de la Colombie-Britannique au Canada.

La Colombie-Britannique est la troisième province la plus peuplée du Canada avec 4 400 057 résidents en 2011 et est la deuxième la plus étendue en superficie terrestre avec environ 922 500 km2. Les 162 municipalités de Colombie-Britannique ne couvre que 11 % des terres de la province tout en abritant 89 % de sa population. Une municipalité est une administration territoriale de la province qui autorise une communauté à se gouverner et à fournir des services locaux réguliers. Ces services type incluent notamment, mais pas seulement, l'approvisionnement en eau potable, les égouts, les routes, les pompiers, l'éclairage public, la collecte et le recyclage des déchets, la planification de l'utilisation du sol, l'inspection des bâtiments et les espaces verts.
Au sein de leurs juridictions, les municipalités sont autonomes, responsables et doivent rendre des comptes (en) à leurs citoyens et à la province. Leurs pouvoirs et leurs responsabilités sont régies par le Local Government Act of British Columbia, la Community Charter, et, pour Vancouver, la Charte de Vancouver. Elles ont les pouvoirs d'une personne naturelle, celui d'expropriation, et celui d'établir et faire respecter des règlements (en). Elles peuvent lever des fonds via des taxes sur la propriété et des droits d'utilisation, ainsi que d'emprunter une quantité d'argent limitée via l'Autorité des finances municipales de Colombie-Britannique (en anglais : Municipal Finance Authority of British Columbia) afin de régler les coûts coûts d'investissement,.
Les municipalités sont administrées par un maire et un conseil municipal élus tous les trois ans le troisième samedi de novembre, ou nommés par la province dans certains cas particuliers. À l'exception de la municipalité régionale de Northern Rockies, chaque municipalité est membre d'un district régional où elle est représentée par des résidents élus par le conseil municipal. Le conseil d'administration du district fait office de forum où les problèmes régionaux sont discutés.
Pour obtenir le statut de municipalité, une communauté doit fixer, avec l'aide du ministre des Affaires municipales et du Logement de la province (en anglais : Minister of Municipal Affairs and Housing), ses frontières et tenir un référendum sur la question auprès de sa population. En cas d'approbation, le gouvernement provincial officialise de la constitution de la municipalité par le biais de lettres patentes. Le Local Government Act of British Columbia définit les différents statuts possibles pour une municipalité en fonction de la taille de sa population : « village  »en dessous de 2 500 habitants, « ville » (parfois appelée « bourg ») entre 2 500 et 5 000 habitants, et « cité » au-delà. Cas particulier, les municipalités ayant une superficie de plus de 800 ha et une densité de population de moins de 5 personnages par hectare en moyenne ont quant à elles le statut de « municipalités de district ». Tout changement de statut se fait sur demande de la municipalité, mais n'est pas obligatoire ; ainsi, la cité de Greenwood a conservé son statut malgré le fait que sa population a passé sous le seuil des 5 000 habitants. Sur le point légal, il n'y a aucune différence entre les municipalités, quel que soit leur statut.

## Types de statuts municipaux

### Cités
Une cité est une classification des municipalités utilisée dans la province canadienne de Colombie-Britannique. Une communauté peut être incorporée en tant que cité par lettres patentes du Lieutenant-gouverneur en conseil, sous recommandation du ministre des Affaires municipales et du Logement (en anglais : Minister of Municipal Affairs and Housing), si sa population dépasse 5 000 habitants et si plus de 50 % des résidents affectés votent en faveur de l'incorporation proposée.
La Colombie-Britannique possède 50 cités d'une population cumulée de 3 002 154 habitants et d'en moyenne 60 043 habitants par cité selon le recensement de 2011. La cité la plus peuplée de la Colombie-Britannique est Vancouver tandis que la moins peuplée est Greenwood, avec respectivement 603 502 et 708 habitants.
La première communauté incorporée en tant que cité est New Westminster le 16 juillet 1860, tandis que la plus récente est Maple Ridge le 12 septembre 2014.

### Municipalités de district
Une municipalité de district est une classification des municipalités utilisée dans la province canadienne de Colombie-Britannique. Une communauté peut être incorporée en tant que municipalité de district par lettres patentes du Lieutenant-gouverneur en conseil, sous recommandation du ministre des Affaires municipales et du Logement, si sa surface dépasse 800 ha et si sa densité de population ne dépasse pas 5 habitants par hectare si plus de 50 % des résidents affectés votent en faveur de l'incorporation proposée.
La Colombie-Britannique possède 51 municipalités de district, d'une population cumulée de 777 017 habitants et d'en moyenne 15 236 habitants par cité selon le recensement de 2011. La municipalité de district la plus peuplée de la Colombie-Britannique est Saanich tandis que la moins peuplée est Wells, avec respectivement 109,752 et 245 habitants.
La première communauté incorporée en tant que municipalité de district est North Cowichan le 18 juin 1873, tandis que la plus récente est la Municipalité régionale de Northern Rockies le 6 février 2009,. Bien que désignée comme une municipalité régionale dans son nom officiel, la Municipalité régionale de Northern Rockies et en fait classée en tant que municipalité de district.

### Districts d'administration indienne
L'unique district d'administration indienne est établi par la loi fédérale Sechelt Indian Band Self-Government Act et par le Sechelt Indian Government District Enabling Act en faveur du District d'administration indienne Sechelt (en). Il gouverne les terres de la Bande indienne Sechelt (en), composées de 33 anciennes réserves indiennes,,.

### Municipalités insulaires
Si une communauté souhaitant s'incorporer est située dans une zone couverte par l'Island Trust Act, alors elle doit l'être en tant que municipalité insulaire. Bowen Island est actuellement la seule municipalité de ce type.

### Municipalités montagnardes de villégiature
Une communauté se voit accorder la désignation de municipalité montagnarde de villégiature par le ministre des Affaires municipales et du Logement via le Local Government Act s'il existe des activités de remontées mécaniques pour ski alpin, des équipements récréatifs, et des hébergements commerciaux pour la nuit. Il y a une seule municipalité montagnarde de villégiature en Colombie-Britannique, soit Sun Peaks. Fondée en 2013, Jumbo Glacier jouissait également de ce statut après que des investisseurs aient montré de l'intérêt pour développer une municipalité et une station de ski dans le district régional d'East Kootenay. Elle est cependant dissoute en 2021 après avoir rencontré de l'opposition de la part de la population locale et l'annulation du projet.

### Municipalités de villégiature
Seule Whistler a reçu la désignation de municipalité de villégiature par le Resort Municipality of Whistler Act.

### Villes
Une ville est une classification des municipalités utilisée dans la province canadienne de Colombie-Britannique. Une communauté peut être incorporée en tant que ville par lettres patentes du Lieutenant-gouverneur en conseil, sous recommandation du ministre des Affaires municipales et du Logement, si sa population compte entre 2 500 et 5 000 habitants et si plus de 50 % des résidents affectés votent en faveur de l'incorporation proposée.
La Colombie-Britannique possède 14 villes d'une population cumulée de 87 514 habitants et d'en moyenne 6 251 habitants par ville selon le recensement de 2011. La ville la plus peuplée de la Colombie-Britannique est Comox tandis que la moins peuplée est Port McNeill, avec respectivement 13 627 et 2 505 habitants.
La première communauté incorporée en tant que ville est Ladysmith le 3 juin 1904, tandis que la plus récente est View Royal le 5 décembre 1988.

### Villages
Un village est une classification des municipalités utilisée dans la province canadienne de Colombie-Britannique. Une communauté peut être incorporée en tant que village par lettres patentes du Lieutenant-gouverneur en conseil, sous recommandation du ministre des Affaires municipales et du Logement, si sa population compte plus de 2 500 habitants et si plus de 50 % des résidents affectés votent en faveur de l'incorporation proposée.
La Colombie-Britannique possède 42 villages d'une population cumulée de 44 962 habitants et d'en moyenne 1 070 habitants par ville selon le recensement de 2011. Le village le plus peuplé de la Colombie-Britannique est Cumberland tandis que le moins peuplé est Zeballos, avec respectivement 3,398 et 125 habitants.
La première communauté incorporée en tant que village est Kaslo le 14 août 1893, tandis que la plus récente est Daajing Giids le 5 décembre 2005.

## Liste des municipalités

Municipalités notables
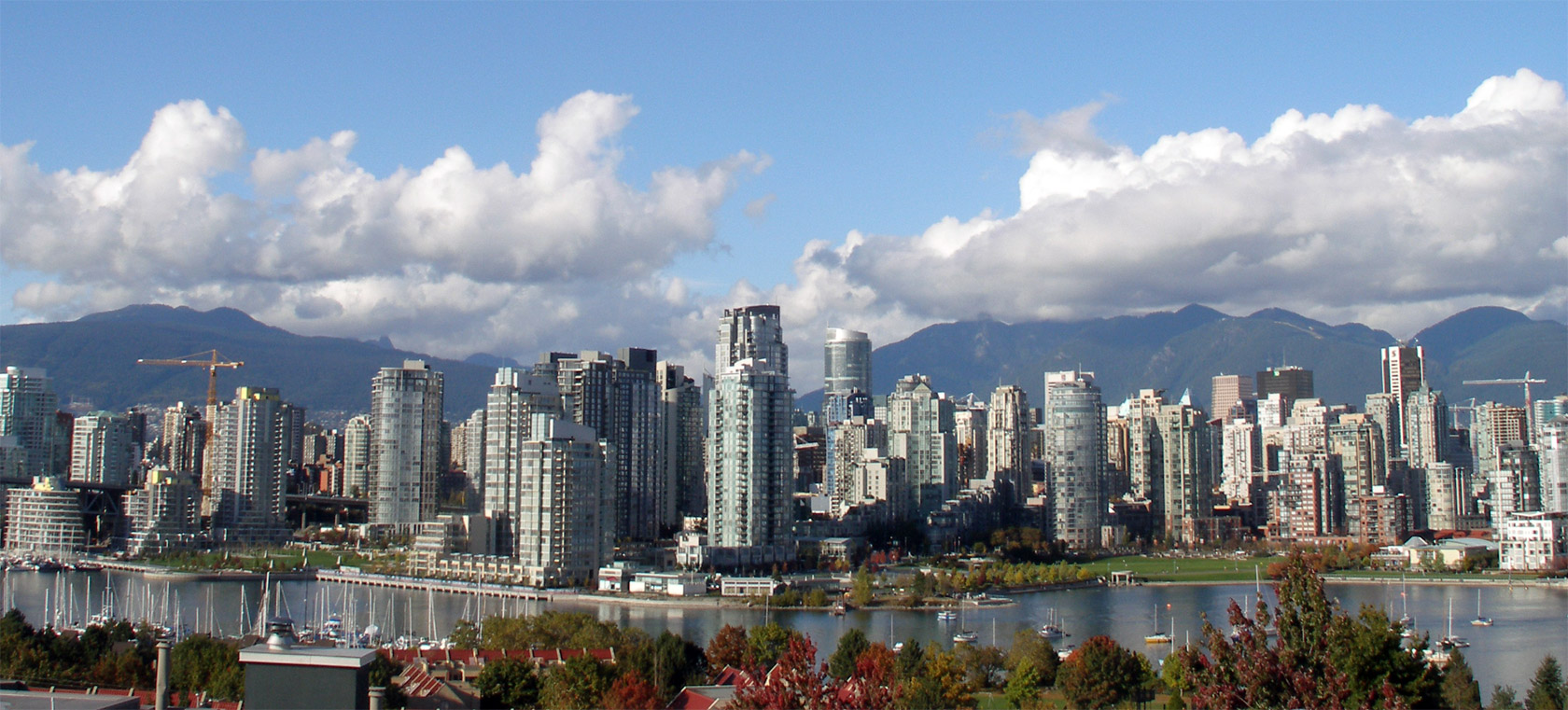
Vancouver est la plus grande cité de la Colombie-Britannique.
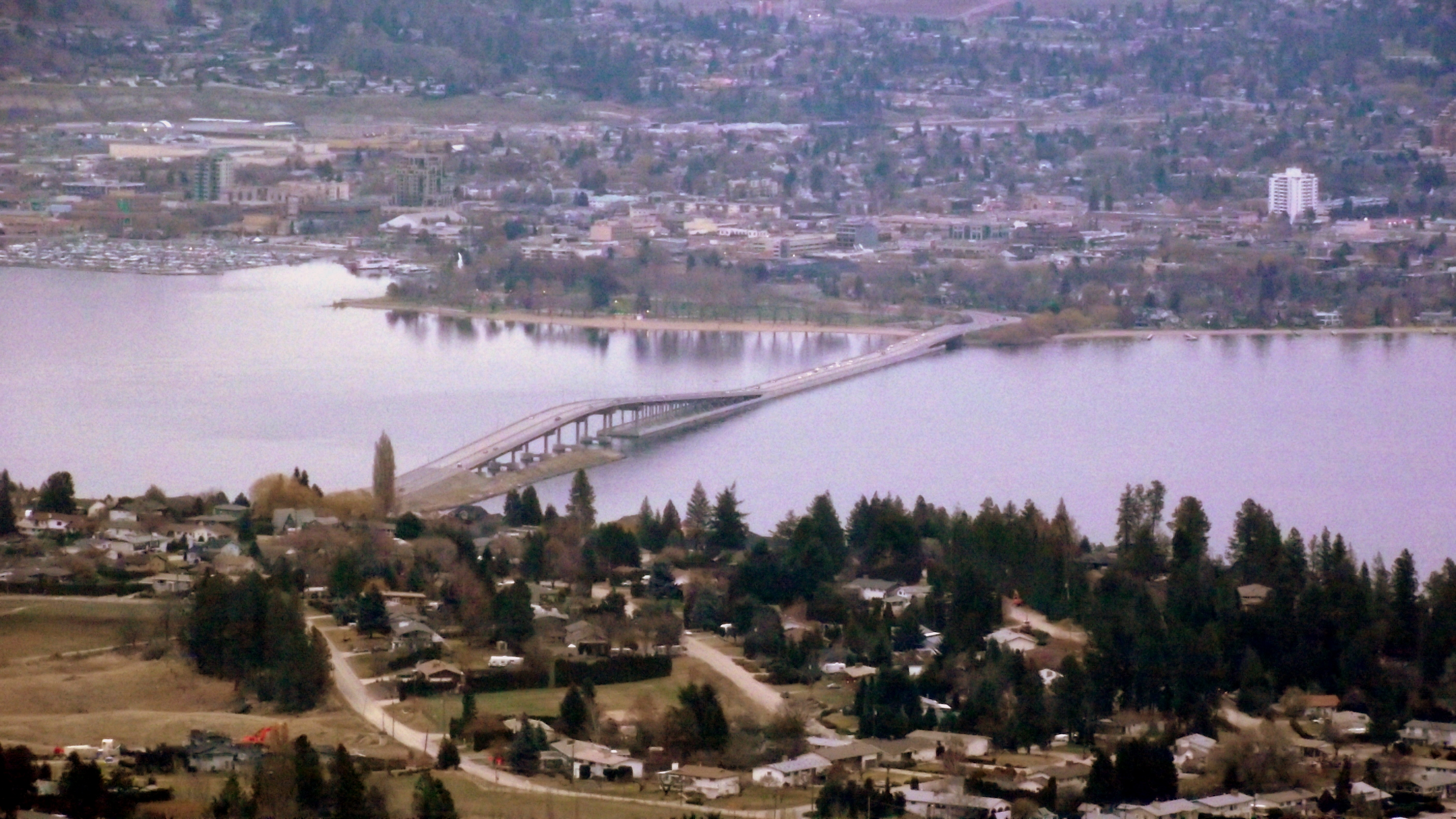
Centre-ville de West Kelowna, la municipalité la plus récente.
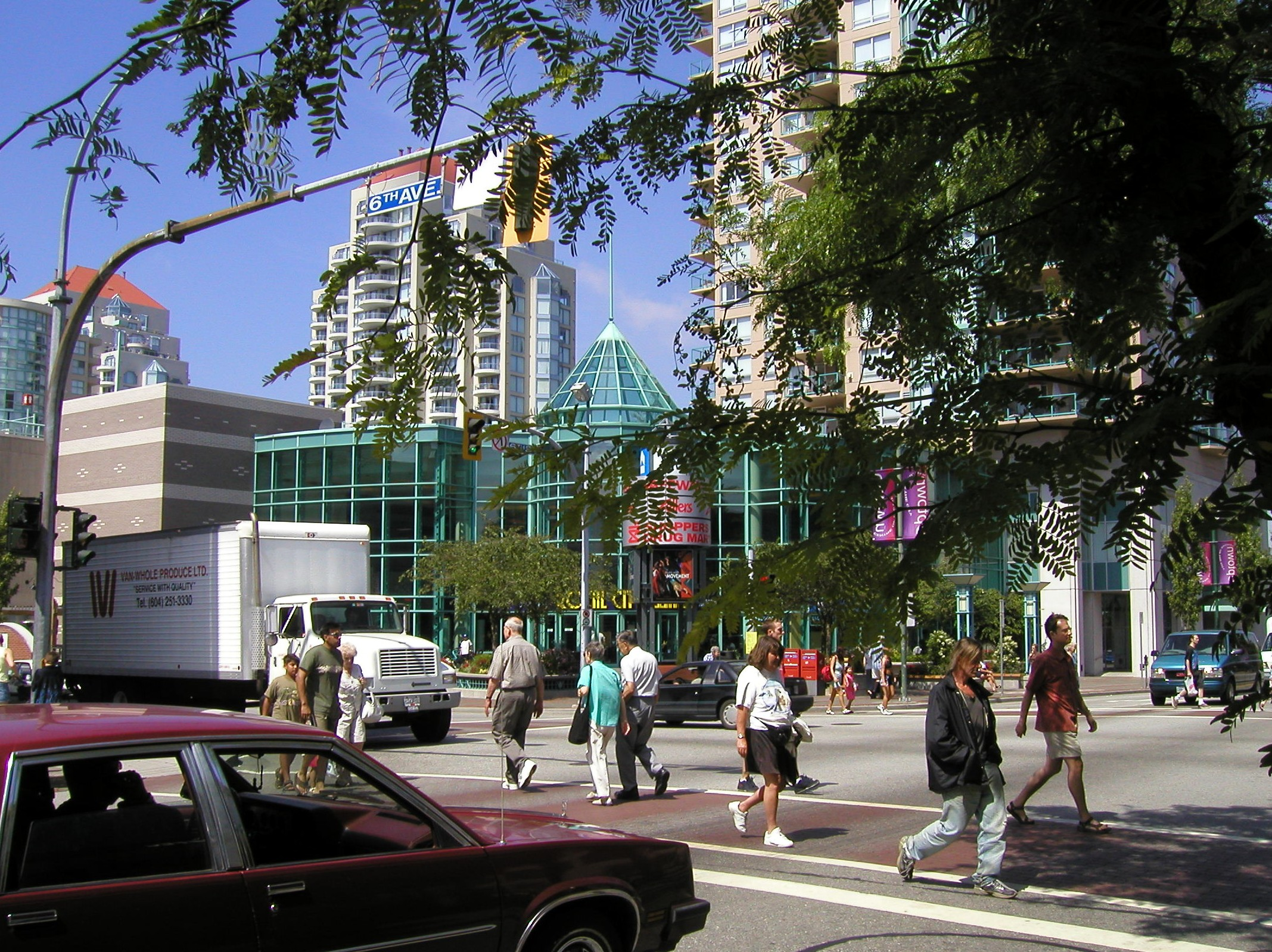
Centre-ville de New Westminster, la municipalité la plus ancienne.
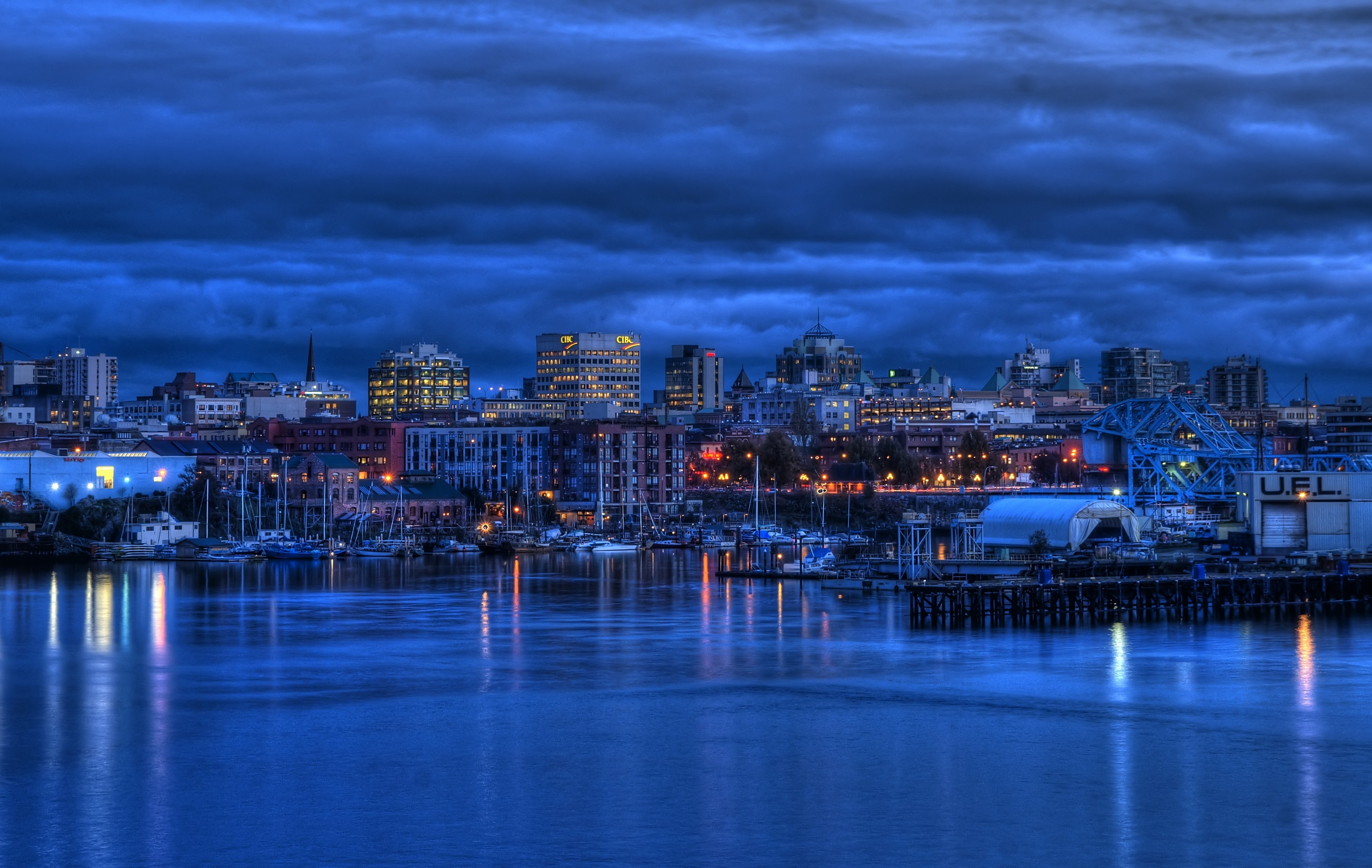
Centre-ville de Victoria, capitale de la province.

| Nom                                              | Nom de corporation                                  | Statut                                   | District régional              | Date d'incorp. (statut actuel) | Pop. (2011) | Pop. (2006) | Variation (%) | Superficie (km2) | Densité de pop. |
| ------------------------------------------------ | --------------------------------------------------- | ---------------------------------------- | ------------------------------ | ------------------------------ | ----------- | ----------- | ------------- | ---------------- | --------------- |
| Abbotsford                                       | Abbotsford, City of                                 | Cité                                     | Fraser Valley                  | 12 décembre 1995               | 133 497     | 124 258     | 7,4           | 375,55           | 355,5           |
| Armstrong                                        | Armstrong, City of                                  | Cité                                     | North Okanagan                 | 31 mars 1913                   | 4 815       | 4 241       | 13,5          | 5,19             | 928,0           |
| Burnaby                                          | Burnaby, City of                                    | Cité                                     | Greater Vancouver              | 22 septembre 1892              | 223 218     | 202 799     | 10,1          | 90,61            | 2 463,5         |
| Campbell River                                   | Campbell River, City of                             | Cité                                     | Strathcona                     | 24 juin 1947                   | 31 186      | 29 572      | 5,5           | 143,12           | 217,9           |
| Castlegar                                        | Castlegar, City of                                  | Cité                                     | Central Kootenay               | 1er janvier 1974               | 7 816       | 7 259       | 7,7           | 19,58            | 399,3           |
| Chilliwack                                       | Chilliwack, City of                                 | Cité                                     | Fraser Valley                  | 28 avril 1873                  | 77 936      | 69 217      | 12,6          | 261,50           | 298,0           |
| Colwood                                          | Colwood, City of                                    | Cité                                     | Capitale                       | 24 juin 1985                   | 16 093      | 14 687      | 9,6           | 17,66            | 911,2           |
| Coquitlam                                        | Coquitlam, City of                                  | Cité                                     | Greater Vancouver              | 25 juin 1891                   | 126 840     | 114 565     | 10,7          | 122,30           | 1 037,1         |
| Courtenay                                        | Courtenay, The Corporation of the City of           | Cité                                     | Comox Valley                   | 1er janvier 1915               | 24 099      | 22 021      | 9,4           | 29,38            | 820,2           |
| Cranbrook                                        | Cranbrook, The Corporation of the City of           | Cité                                     | East Kootenay                  | 1er novembre 1905              | 19 319      | 18 329      | 5,4           | 31,95            | 604,7           |
| Dawson Creek                                     | Dawson Creek, The Corporation of the City of        | Cité                                     | Peace River                    | 26 mai 1936                    | 11 583      | 10 994      | 5,4           | 24,37            | 475,4           |
| Duncan                                           | Duncan, The Corporation of the City of              | Cité                                     | Cowichan Valley                | 4 mars 1912                    | 4 932       | 4 986       | −1,1          | 2,07             | 2 381,7         |
| Enderby                                          | Enderby, The Corporation of the City of             | Cité                                     | North Okanagan                 | 1er mars 1905                  | 2 932       | 2 828       | 3,7           | 4,26             | 687,7           |
| Fernie                                           | Fernie, The Corporation of the City of              | Cité                                     | East Kootenay                  | 28 juin 1904                   | 4 448       | 4 217       | 5,5           | 14,83            | 299,8           |
| Fort St. John                                    | Fort St. John, City of                              | Cité                                     | Peace River                    | 21 décembre 1947               | 18 609      | 17 402      | 6,9           | 22,69            | 820,2           |
| Grand Forks                                      | Grand Forks, The Corporation of the City of         | Cité                                     | Kootenay Boundary              | 15 avril 1897                  | 3 985       | 4 036       | −1,3          | 10,43            | 382,0           |
| Greenwood                                        | Greenwood, The Corporation of the City of           | Cité                                     | Kootenay Boundary              | 12 juin 1897                   | 708         | 625         | 13,3          | 2,42             | 292,7           |
| Kamloops                                         | Kamloops, City of                                   | Cité                                     | Thompson-Nicola                | 17 octobre 1967                | 85 678      | 80 376      | 6,6           | 299,23           | 286,3           |
| Kelowna                                          | Kelowna, City of                                    | Cité                                     | Central Okanagan               | 4 mai 1905                     | 117 312     | 107 035     | 9,6           | 211,82           | 553,8           |
| Kimberley                                        | Kimberley, City of                                  | Cité                                     | East Kootenay                  | 29 mars 1944                   | 6 652       | 6 139       | 8,4           | 60,62            | 109,7           |
| Langford                                         | Langford, City of                                   | Cité                                     | Capitale                       | 8 décembre 1992                | 29 228      | 22 459      | 30,1          | 39,94            | 731,9           |
| Langley                                          | Langley, City of                                    | Cité                                     | Greater Vancouver              | 15 mars 1955                   | 25 081      | 23 606      | 6,2           | 10,22            | 2 454,6         |
| Maple Ridge                                      | Maple Ridge, City of                                | Cité                                     | Greater Vancouver              | 12 septembre 2014              | 76 052      | 68 949      | 10,3          | 266,78           | 285,1           |
| Merritt                                          | Merritt, City of                                    | Cité                                     | Thompson-Nicola                | 1 avril 1911                   | 7 113       | 6 998       | 1,6           | 24,82            | 286,6           |
| Nanaimo                                          | Nanaimo, City of                                    | Cité                                     | Nanaimo                        | 24 décembre 1874               | 83 810      | 78 692      | 6,5           | 91,30            | 918,0           |
| Nelson                                           | Nelson, The Corporation of the City of              | Cité                                     | Central Kootenay               | 18 mars 1897                   | 10 230      | 9 258       | 10,5          | 11,93            | 857,7           |
| New Westminster                                  | New Westminster, The Corporation of the City of     | Cité                                     | Greater Vancouver              | 16 juin 1860                   | 65 976      | 58 549      | 12,7          | 15,63            | 4 222,2         |
| North Vancouver                                  | North Vancouver, The Corporation of the City of     | Cité                                     | Greater Vancouver              | 10 août 1891                   | 48 196      | 45 165      | 6,7           | 11,83            | 4 073,8         |
| Parksville                                       | Parksville, City of                                 | Cité                                     | Nanaimo                        | 19 juin 1945                   | 11 977      | 10 993      | 9,0           | 14,44            | 829,6           |
| Penticton                                        | Penticton, The Corporation of the City of           | Cité                                     | Okanagan-Similkameen           | 1er janvier 1909               | 32 877      | 31 909      | 3,0           | 42,10            | 780,9           |
| Pitt Meadows                                     | Pitt Meadows, City of                               | Cité                                     | Greater Vancouver              | 25 avril 1914                  | 17 736      | 15 623      | 13,5          | 86,51            | 205,0           |
| Port Alberni                                     | Port Alberni, City of                               | Cité                                     | Alberni-Clayoquot              | 28 octobre 1967                | 17 743      | 17 548      | 1,1           | 19,76            | 897,9           |
| Port Coquitlam                                   | Port Coquitlam, The Corporation of the City of      | Cité                                     | Greater Vancouver              | 7 mars 1913                    | 55 958      | 52 687      | 6,2           | 29,17            | 1 918,3         |
| Port Moody                                       | Port Moody, City of                                 | Cité                                     | Greater Vancouver              | 11 mars 1913                   | 32 975      | 27 512      | 19,9          | 25,89            | 1 273,8         |
| Powell River                                     | Powell River, The Corporation of the City of        | Cité                                     | Powell River                   | 15 octobre 1955                | 13 165      | 12 957      | 1,6           | 28,91            | 455,3           |
| Prince George                                    | Prince George, City of                              | Cité                                     | Fraser-Fort George             | 6 mars 1915                    | 71 974      | 70 981      | 1,4           | 318,26           | 226,1           |
| Prince Rupert                                    | Prince Rupert, City of                              | Cité                                     | Skeena-Queen Charlotte         | 10 mars 1910                   | 12 508      | 12 815      | −2,4          | 54,93            | 227,7           |
| Quesnel                                          | Quesnel, City of                                    | Cité                                     | Cariboo                        | 21 mars 1928                   | 10 007      | 9 326       | 7,3           | 35,38            | 282,8           |
| Revelstoke                                       | Revelstoke, City of                                 | Cité                                     | Columbia Shuswap               | 1er mars 1899                  | 7 139       | 7 230       | −1,3          | 40,76            | 175,1           |
| Richmond                                         | Richmond, City of                                   | Cité                                     | Greater Vancouver              | 10 novembre 1879               | 190 473     | 174 461     | 9,2           | 129,27           | 1 473,5         |
| Rossland                                         | Rossland, The Corporation of the City of            | Cité                                     | Kootenay Boundary              | 18 mars 1897                   | 3 556       | 3 278       | 8,5           | 59,79            | 59,5            |
| Salmon Arm                                       | Salmon Arm, City of                                 | Cité                                     | Columbia Shuswap               | 15 mai 1905                    | 17 464      | 16 012      | 9,1           | 155,28           | 112,5           |
| Surrey                                           | Surrey, City of                                     | Cité                                     | Greater Vancouver              | 10 novembre 1879               | 468 251     | 394 976     | 18,6          | 316,41           | 1 479,9         |
| Terrace                                          | Terrace, City of                                    | Cité                                     | Kitimat-Stikine                | 31 décembre 1927               | 11 486      | 11 320      | 1,5           | 57,36            | 200,3           |
| Trail                                            | Trail, City of                                      | Cité                                     | Kootenay Boundary              | 14 juin 1901                   | 7 681       | 7 237       | 6,1           | 34,93            | 219,9           |
| Vancouver                                        | Vancouver, City of                                  | Cité                                     | Greater Vancouver              | 6 avril 1886                   | 603 502     | 578 041     | 4,4           | 114,97           | 5 249,1         |
| Vernon                                           | Vernon, The Corporation of the City of              | Cité                                     | North Okanagan                 | 30 décembre 1892               | 38 150      | 35 979      | 6,0           | 95,76            | 398,4           |
| Victoria                                         | Victoria, The Corporation of the City of            | Cité                                     | Capitale                       | 2 août 1862                    | 80 017      | 78 057      | 2,5           | 19,47            | 4 109,4         |
| West Kelowna                                     | West Kelowna, City of                               | Cité                                     | Central Okanagan               | 26 juin 2015                   | 30 892      | 27 214      | 13,5          | 123,51           | 250,1           |
| White Rock                                       | White Rock, The Corporation of the City of          | Cité                                     | Greater Vancouver              | 15 avril 1957                  | 19 339      | 18 755      | 3,1           | 5,13             | 3 773,5         |
| Williams Lake                                    | Williams Lake, City of                              | Cité                                     | Cariboo                        | 15 mars 1929                   | 10 832      | 10 744      | 0,8           | 33,13            | 327,0           |
| 100 Mile House                                   | 100 Mile House, District of                         | Municipalité de district                 | Cariboo                        | 27 juillet 1965                | 1 886       | 1 885       | 0,1           | 53,29            | 35,4            |
| Barriere                                         | Barriere, District of                               | Municipalité de district                 | Thompson-Nicola                | 4 décembre 2007                | 1 773       | 1 432       | 23,8          | 10,77            | 164,7           |
| Central Saanich                                  | Central Saanich, The Corporation of the District of | Municipalité de district                 | Capitale                       | 12 décembre 1950               | 15 936      | 15 745      | 1,2           | 41,33            | 385,6           |
| Chetwynd                                         | Chetwynd, District of                               | Municipalité de district                 | Peace River                    | 25 septembre 1962              | 2 635       | 2 633       | 0,1           | 63,04            | 41,8            |
| Clearwater                                       | Clearwater, District of                             | Municipalité de district                 | Thompson-Nicola                | 3 décembre 2007                | 2 331       | 2 225       | 4,8           | 55,68            | 41,9            |
| Coldstream                                       | Coldstream, The Corporation of the District of      | Municipalité de district                 | North Okanagan                 | 21 décembre 1906               | 10 314      | 9 471       | 8,9           | 66,28            | 155,6           |
| Delta                                            | Delta, The Corporation of                           | Municipalité de district                 | Greater Vancouver              | 10 novembre 1879               | 99 863      | 96 635      | 3,3           | 180,11           | 554,4           |
| Elkford                                          | Elkford, District of                                | Municipalité de district                 | East Kootenay                  | 16 juillet 1971                | 2 523       | 2 463       | 2,4           | 108,42           | 23,3            |
| Esquimalt                                        | Esquimalt, Corporation of the Township of           | Municipalité de district                 | Capitale                       | 1er septembre 1912             | 16 209      | 16 840      | −3,7          | 7,08             | 2 290,1         |
| Fort St. James                                   | Fort St. James, District of                         | Municipalité de district                 | Bulkley-Nechako                | 19 décembre 1952               | 1 691       | 1 350       | 25,3          | 23,47            | 72,0            |
| Highlands                                        | Highlands, District of                              | Municipalité de district                 | Capitale                       | 7 décembre 1993                | 2 120       | 1 903       | 11,4          | 38,05            | 55,7            |
| Hope                                             | Hope, District of                                   | Municipalité de district                 | Fraser Valley                  | 6 avril 1929                   | 5 969       | 6 185       | −3,5          | 41,14            | 145,1           |
| Houston                                          | Houston, District of                                | Municipalité de district                 | Bulkley-Nechako                | 4 mars 1957                    | 3 147       | 3 163       | −0,5          | 72,94            | 43,1            |
| Hudson's Hope                                    | Hudson's Hope, District of                          | Municipalité de district                 | Peace River                    | 16 novembre 1965               | 970         | 1 012       | −4,2          | 827,36           | 1,2             |
| Invermere                                        | Invermere, District of                              | Municipalité de district                 | East Kootenay                  | 22 mai 1951                    | 2 955       | 3 002       | −1,6          | 10,73            | 275,3           |
| Kent                                             | Kent, The Corporation of the District of            | Municipalité de district                 | Fraser Valley                  | 1er janvier 1895               | 5 664       | 4 738       | 19,5          | 168,39           | 33,6            |
| Kitimat                                          | Kitimat, District of                                | Municipalité de district                 | Kitimat-Stikine                | 31 mars 1953                   | 8 335       | 8 987       | −7,3          | 240,01           | 34,7            |
| Lake Country                                     | Lake Country, District of                           | Municipalité de district                 | Central Okanagan               | 2 mai 1995                     | 11 708      | 9 606       | 21,9          | 122,19           | 95,8            |
| Langley                                          | Langley, The Corporation of the Township of         | Municipalité de district                 | Greater Vancouver              | 26 avril 1873                  | 104 177     | 93 726      | 11,2          | 308,03           | 338,2           |
| Lantzville                                       | Lantzville, District of                             | Municipalité de district                 | Nanaimo                        | 25 juin 2003                   | 3 601       | 3 661       | −1,6          | 27,66            | 130,2           |
| Lillooet                                         | Lillooet, District of                               | Municipalité de district                 | Squamish-Lillooet              | 31 décembre 1946               | 2 321       | 2 324       | −0,1          | 27,51            | 84,4            |
| Logan Lake                                       | Logan Lake, District of                             | Municipalité de district                 | Thompson-Nicola                | 10 novembre 1970               | 2 073       | 2 162       | −4,1          | 325,33           | 6,4             |
| Mackenzie                                        | Mackenzie, District of                              | Municipalité de district                 | Fraser-Fort George             | 19 mai 1966                    | 3 507       | 4 539       | −22,7         | 155,41           | 22,6            |
| Metchosin                                        | Metchosin, District of                              | Municipalité de district                 | Capitale                       | 3 décembre 1984                | 4 803       | 4 795       | 0,2           | 71,09            | 67,6            |
| Mission                                          | Mission, District of                                | Municipalité de district                 | Fraser Valley                  | 2 juin 1892                    | 36 426      | 34 505      | 5,6           | 225,70           | 161,4           |
| New Hazelton                                     | New Hazelton, District of                           | Municipalité de district                 | Kitimat-Stikine                | 15 décembre 1980               | 666         | 627         | 6,2           | 24,36            | 27,3            |
| North Cowichan                                   | North Cowichan, The Corporation of the District of  | Municipalité de district                 | Cowichan Valley                | 18 juin 1873                   | 28 807      | 27 557      | 4,5           | 195,54           | 147,3           |
| North Saanich                                    | North Saanich, District of                          | Municipalité de district                 | Capitale                       | 19 août 1965                   | 11 089      | 10 823      | 2,5           | 37,25            | 297,7           |
| North Vancouver                                  | North Vancouver, The Corporation of the District of | Municipalité de district                 | Greater Vancouver              | 13 mai 1907                    | 84 412      | 82 562      | 2,2           | 160,76           | 525,1           |
| Northern Rockies                                 | Northern Rockies Regional Municipality              | Municipalité de district                 | Northern Rockies               | 6 février 2009                 | 5 290       | 5 702       | −7,2          | 85 014,52        | 0,1             |
| Oak Bay                                          | Oak Bay, The Corporation of the District of         | Municipalité de district                 | Capitale                       | 2 juillet 1906                 | 18 015      | 17 908      | 0,6           | 10,53            | 1 710,3         |
| Peachland                                        | Peachland, The Corporation of the District of       | Municipalité de district                 | Central Okanagan               | 1er janvier 1909               | 5 200       | 4 883       | 6,5           | 15,75            | 330,2           |
| Port Edward                                      | Port Edward, District of                            | Municipalité de district                 | Skeena-Queen Charlotte         | 29 juin 1966                   | 544         | 577         | −5,7          | 168,01           | 3,2             |
| Port Hardy                                       | Port Hardy, District of                             | Municipalité de district                 | Mount Waddington               | 5 mai 1966                     | 4 008       | 3 822       | 4,9           | 38,73            | 103,5           |
| Saanich                                          | Saanich, The Corporation of the District of         | Municipalité de district                 | Capitale                       | 1er mars 1906                  | 109 752     | 108 265     | 1,4           | 103,78           | 1 057,6         |
| Sechelt                                          | Sechelt, District of                                | Municipalité de district                 | Sunshine Coast                 | 15 février 1956                | 9 291       | 8 454       | 9,9           | 39,01            | 238,2           |
| Sicamous                                         | Sicamous, District of                               | Municipalité de district                 | Columbia Shuswap               | 4 décembre 1989                | 2 441       | 2 676       | −8,8          | 12,71            | 192,0           |
| Sooke                                            | Sooke, District of                                  | Municipalité de district                 | Capitale                       | 7 décembre 1999                | 11 435      | 9 699       | 17,9          | 56,72            | 201,6           |
| Spallumcheen                                     | Spallumcheen, The Corporation of the Township of    | Municipalité de district                 | North Okanagan                 | 21 juillet 1892                | 5 055       | 4 960       | 1,9           | 255,77           | 19,8            |
| Sparwood                                         | Sparwood, District of                               | Municipalité de district                 | East Kootenay                  | 6 octobre 1964                 | 3 667       | 3 618       | 1,4           | 191,01           | 19,2            |
| Squamish                                         | Squamish, District of                               | Municipalité de district                 | Squamish-Lillooet              | 18 mai 1948                    | 17 158      | 14 949      | 14,8          | 104,88           | 163,6           |
| Stewart                                          | Stewart, District of                                | Municipalité de district                 | Kitimat-Stikine                | 16 mai 1930                    | 494         | 496         | −0,4          | 552,08           | 0,9             |
| Summerland                                       | Summerland, The Corporation of the District of      | Municipalité de district                 | Okanagan-Similkameen           | 21 décembre 1906               | 11 280      | 10 828      | 4,2           | 74,06            | 152,3           |
| Taylor                                           | Taylor, District of                                 | Municipalité de district                 | Peace River                    | 23 août 1958                   | 1 373       | 1 384       | −0,8          | 17,09            | 80,4            |
| Tofino                                           | Tofino, District of                                 | Municipalité de district                 | Alberni-Clayoquot              | 5 février 1932                 | 1 876       | 1 655       | 13,4          | 10,53            | 178,2           |
| Tumbler Ridge                                    | Tumbler Ridge, District of                          | Municipalité de district                 | Peace River                    | 9 avril 1981                   | 2 710       | 2 454       | 10,4          | 1 558,97         | 1,7             |
| Ucluelet                                         | Ucluelet, District of                               | Municipalité de district                 | Alberni-Clayoquot              | 26 février 1952                | 1 627       | 1 487       | 9,4           | 6,81             | 238,9           |
| Vanderhoof                                       | Vanderhoof, District of                             | Municipalité de district                 | Bulkley-Nechako                | 22 janvier 1926                | 4 480       | 4 064       | 10,2          | 54,83            | 81,7            |
| Wells                                            | Wells, District of                                  | Municipalité de district                 | Cariboo                        | 29 juin 1998                   | 245         | 236         | 3,8           | 158,28           | 1,5             |
| West Vancouver                                   | West Vancouver, The Corporation of the District of  | Municipalité de district                 | Greater Vancouver              | 15 mars 1912                   | 42 694      | 42 131      | 1,3           | 87,26            | 489,3           |
| DAI sechelt (en)                                 | Sechelt Indian Government, District                 | District d'admin. indienne               | Powell River et Sunshine Coast | 17 mars 1988                   | 819         | 844         | −3,0          | 11,04            | 74,2            |
| Île Bowen                                        | Bowen Island, Municipality                          | Municipalité insulaire                   | Greater Vancouver              | 4 décembre 1999                | 3 402       | 3 362       | 1,2           | 50,14            | 67,9            |
| Jumbo Glacier                                    | Jumbo Glacier Mountain Resort Municipality          | Municipalité montagnarde de villégiature | East Kootenay                  | 19 février 2013                |             |             |               |                  |                 |
| Sun Peaks                                        | Sun Peaks Mountain Resort Municipality              | Municipalité montagnarde de villégiature | Thompson-Nicola                | 3 juin 2010                    | 371         | 426         | −12,9         | 40,86            | 9,1             |
| Whistler                                         | Whistler, Resort Municipality of                    | Municipalité de villégiature             | Squamish-Lillooet              | 6 septembre 1975               | 9 824       | 9 248       | 6,2           | 240,40           | 40,9            |
| Comox                                            | Comox, Town of                                      | Ville                                    | Comox Valley                   | 14 janvier 1946                | 13 627      | 12 385      | 10,0          | 16,74            | 814,3           |
| Creston                                          | Creston, Town of                                    | Ville                                    | Central Kootenay               | 14 mai 1924                    | 5 306       | 4 826       | 9,9           | 8,47             | 626,8           |
| Gibsons                                          | Gibsons, Town of                                    | Ville                                    | Sunshine Coast                 | 4 mars 1929                    | 4 437       | 4 182       | 6,1           | 4,29             | 1 033,4         |
| Golden                                           | Golden, Town of                                     | Ville                                    | Columbia Shuswap               | 26 juin 1957                   | 3 701       | 3 811       | −2,9          | 11,41            | 324,4           |
| Ladysmith                                        | Ladysmith, Town of                                  | Ville                                    | Cowichan Valley                | 3 juin 1904                    | 7 921       | 7 538       | 5,1           | 11,99            | 660,6           |
| Lake Cowichan                                    | Lake Cowichan, Town of                              | Ville                                    | Cowichan Valley                | 19 août 1944                   | 2 974       | 3 012       | −1,3          | 8,05             | 369,6           |
| Oliver                                           | Oliver, Town of                                     | Ville                                    | Okanagan-Similkameen           | 31 décembre 1945               | 4 824       | 4 395       | 9,8           | 5,50             | 877,1           |
| Osoyoos                                          | Osoyoos, Town of                                    | Ville                                    | Okanagan-Similkameen           | 14 janvier 1946                | 4 845       | 4 752       | 2,0           | 8,56             | 566,3           |
| Port McNeill                                     | Port McNeill, Town of                               | Ville                                    | Mount Waddington               | 18 février 1966                | 2 505       | 2 623       | −4,5          | 13,77            | 181,9           |
| Princeton                                        | Princeton, Town of                                  | Ville                                    | Okanagan-Similkameen           | 11 septembre 1951              | 2 724       | 2 780       | −2,0          | 10,47            | 260,2           |
| Qualicum Beach                                   | Qualicum Beach, Town of                             | Ville                                    | Nanaimo                        | 5 mai 1942                     | 8 687       | 8 502       | 2,2           | 17,98            | 483,2           |
| Sidney                                           | Sidney, Town of                                     | Ville                                    | Capitale                       | 30 septembre 1952              | 11 178      | 11 315      | −1,2          | 5,12             | 2 183,6         |
| Smithers                                         | Smithers, Town of                                   | Ville                                    | Bulkley-Nechako                | 6 octobre 1921                 | 5 404       | 5 217       | 3,6           | 15,27            | 353,8           |
| View Royal                                       | View Royal, Town of                                 | Ville                                    | Capitale                       | 5 décembre 1988                | 9 381       | 8 768       | 7,0           | 14,36            | 653,3           |
| Alert Bay                                        | Alert Bay, The Corporation of the Village of        | Village                                  | Mount Waddington               | 14 janvier 1946                | 445         | 456         | −2,4          | 1,73             | 257,3           |
| Anmore                                           | Anmore, Village of                                  | Village                                  | Greater Vancouver              | 7 décembre 1987                | 2 092       | 1 785       | 17,2          | 28,24            | 74,1            |
| Ashcroft                                         | Ashcroft, The Corporation of the Village of         | Village                                  | Thompson-Nicola                | 27 juin 1952                   | 1 628       | 1 664       | −2,2          | 50,90            | 32,0            |
| Belcarra                                         | Belcarra, Village of                                | Village                                  | Greater Vancouver              | 22 août 1979                   | 644         | 676         | −4,7          | 5,50             | 117,1           |
| Burns Lake                                       | Burns Lake, The Corporation of the Village of       | Village                                  | Bulkley-Nechako                | 6 décembre 1923                | 2 029       | 2 107       | −3,7          | 6,59             | 307,7           |
| Cache Creek                                      | Cache Creek, Village of                             | Village                                  | Thompson-Nicola                | 28 novembre 1967               | 1 040       | 1 037       | 0,3           | 10,25            | 101,5           |
| Canal Flats                                      | Canal Flats, Village of                             | Village                                  | East Kootenay                  | 29 juin 2004                   | 715         | 700         | 2,1           | 10,86            | 65,8            |
| Chase                                            | Chase, Village of                                   | Village                                  | Thompson-Nicola                | 22 avril 1969                  | 2 495       | 2 409       | 3,6           | 3,77             | 662,5           |
| Clinton                                          | Clinton, Village of                                 | Village                                  | Thompson-Nicola                | 16 juillet 1963                | 636         | 598         | 6,4           | 7,89             | 80,6            |
| Cumberland                                       | Cumberland, The Corporation of the Village of       | Village                                  | Comox Valley                   | 1er janvier 1898               | 3 398       | 2 762       | 23,0          | 29,00            | 117,2           |
| Fraser Lake                                      | Fraser Lake, Village of                             | Village                                  | Bulkley-Nechako                | 27 septembre 1966              | 1 167       | 1 113       | 4,9           | 4,07             | 286,9           |
| Fruitvale                                        | Fruitvale, The Corporation of the Village of        | Village                                  | Kootenay Boundary              | 4 novembre 1952                | 2 016       | 1 952       | 3,3           | 2,71             | 745,3           |
| Gold River                                       | Gold River, Village of                              | Village                                  | Strathcona                     | 26 août 1965                   | 1 267       | 1 362       | −7,0          | 10,78            | 117,5           |
| Granisle                                         | Granisle, Village of                                | Village                                  | Bulkley-Nechako                | 29 juin 1971                   | 303         | 364         | −16,8         | 41,86            | 7,2             |
| Harrison Hot Springs                             | Harrison Hot Springs, Village of                    | Village                                  | Fraser Valley                  | 27 mai 1949                    | 1 468       | 1 573       | −6,7          | 5,57             | 263,5           |
| Hazelton                                         | Hazelton, The Corporation of the Village of         | Village                                  | Kitimat-Stikine                | 15 février 1956                | 270         | 293         | −7,8          | 2,80             | 96,5            |
| Kaslo                                            | Kaslo, Village of                                   | Village                                  | Central Kootenay               | 14 août 1893                   | 1 026       | 1 072       | −4,3          | 2,48             | 413,6           |
| Keremeos                                         | Keremeos, The Corporation of the Village of         | Village                                  | Okanagan-Similkameen           | 30 octobre 1956                | 1 330       | 1 289       | 3,2           | 2,09             | 635,4           |
| Lions Bay                                        | Lions Bay, Village of                               | Village                                  | Greater Vancouver              | 17 décembre 1970               | 1 318       | 1 328       | −0,8          | 2,53             | 520,2           |
| Lumby                                            | Lumby, The Corporation of the Village of            | Village                                  | North Okanagan                 | 20 décembre 1955               | 1 731       | 1 634       | 5,9           | 5,74             | 301,6           |
| Lytton                                           | Lytton, The Corporation of the Village of           | Village                                  | Thompson-Nicola                | 3 mai 1945                     | 228         | 235         | −3,0          | 6,54             | 34,8            |
| Masset                                           | Masset, Village of                                  | Village                                  | Skeena-Queen Charlotte         | 11 mai 1961                    | 884         | 940         | −6,0          | 20,61            | 42,9            |
| McBride                                          | McBride, The Corporation of the Village of          | Village                                  | Fraser-Fort George             | 7 avril 1932                   | 586         | 660         | −11,2         | 4,64             | 126,4           |
| Midway                                           | Midway, Village of                                  | Village                                  | Kootenay Boundary              | 25 mai 1967                    | 674         | 621         | 8,5           | 12,24            | 55,0            |
| Montrose                                         | Montrose, The Corporation of the Village of         | Village                                  | Kootenay Boundary              | 22 juin 1956                   | 1 030       | 1 012       | 1,8           | 1,46             | 704,6           |
| Nakusp                                           | Nakusp, Village of                                  | Village                                  | Central Kootenay               | 24 novembre 1964               | 1 569       | 1 524       | 3,0           | 8,05             | 194,8           |
| New Denver                                       | New Denver, The Corporation of the Village of       | Village                                  | Central Kootenay               | 12 janvier 1929                | 504         | 512         | −1,6          | 0,87             | 579,6           |
| Pemberton                                        | Pemberton, Village of                               | Village                                  | Squamish-Lillooet              | 20 juillet 1956                | 2 369       | 2 192       | 8,1           | 10,89            | 217,5           |
| Port Alice                                       | Port Alice, Village of                              | Village                                  | Mount Waddington               | 16 juin 1965                   | 805         | 821         | −1,9          | 7,04             | 114,4           |
| Port Clements                                    | Port Clements, Village of                           | Village                                  | Skeena-Queen Charlotte         | 31 décembre 1975               | 378         | 440         | −14,1         | 13,04            | 29,0            |
| Pouce Coupe                                      | Pouce Coupe, The Corporation of the Village of      | Village                                  | Peace River                    | 6 janvier 1932                 | 738         | 739         | −0,1          | 2,06             | 358,5           |
| Queen Charlotte                                  | Queen Charlotte, Village of                         | Village                                  | Skeena-Queen Charlotte         | 5 décembre 2005                | 944         | 948         | −0,4          | 35,62            | 26,5            |
| Radium Hot Springs                               | Radium Hot Springs, Village of                      | Village                                  | East Kootenay                  | 10 décembre 1990               | 777         | 735         | 5,7           | 6,34             | 122,5           |
| Salmo                                            | Salmo, The Corporation of the Village of            | Village                                  | Central Kootenay               | 30 octobre 1946                | 1 139       | 1 007       | 13,1          | 2,44             | 466,2           |
| Sayward                                          | Sayward, Village of                                 | Village                                  | Strathcona                     | 27 juin 1968                   | 317         | 341         | −7,0          | 4,51             | 70,3            |
| Silverton                                        | Silverton, The Corporation of the Village of        | Village                                  | Central Kootenay               | 6 mai 1930                     | 195         | 185         | 5,4           | 0,35             | 550,5           |
| Slocan                                           | Slocan, Village of                                  | Village                                  | Central Kootenay               | 1er juin 1901                  | 296         | 314         | −5,7          | 0,78             | 381,7           |
| Tahsis                                           | Tahsis, Village of                                  | Village                                  | Strathcona                     | 17 juin 1970                   | 316         | 366         | −13,7         | 5,26             | 60,0            |
| Telkwa                                           | Telkwa, The Corporation of the Village of           | Village                                  | Bulkley-Nechako                | 18 juin 1952                   | 1 350       | 1 295       | 4,2           | 7,04             | 191,9           |
| Valemount                                        | Valemount, Village of                               | Village                                  | Fraser-Fort George             | 13 décembre 1962               | 1 020       | 1 018       | 0,2           | 5,17             | 197,4           |
| Warfield                                         | Warfield, The Corporation of the Village of         | Village                                  | Kootenay Boundary              | 8 décembre 1952                | 1 700       | 1 729       | −1,7          | 1,89             | 900,7           |
| Zeballos                                         | Zeballos, The Corporation of the Village of         | Village                                  | Strathcona                     | 27 juin 1952                   | 125         | 189         | −33,9         | 1,56             | 80,3            |
| Total cités                                      | —                                                   | —                                        | —                              | —                              | 3 002 154   | 2 757 703   | 8,9           | 3 939,64         | 762,0           |
| Total municipalités de district                  | —                                                   | —                                        | —                              | —                              | 777 017     | 743 030     | 4,6           | 92 425,88        | 8,4             |
| Total districts d'administration indienne        | —                                                   | —                                        | —                              | —                              | 819         | 844         | −3,0          | 11,04            | 74,2            |
| Total municipalités insulaires                   | —                                                   | —                                        | —                              | —                              | 3 402       | 3 362       | 1,2           | 50,14            | 67,9            |
| Total municipalités montagnardes de villégiature | —                                                   | —                                        | —                              | —                              | 371         | 426         | −12,9         | 40,86            | 9,1             |
| Total municipalités de villégiature              | —                                                   | —                                        | —                              | —                              | 9 824       | 9 248       | 6,2           | 240,4            | 40,9            |
| Total villes                                     | —                                                   | —                                        | —                              | —                              | 87 514      | 84 106      | 4,1           | 151,98           | 575,8           |
| Total villages                                   | —                                                   | —                                        | —                              | —                              | 44 962      | 43 997      | 2,2           | 393,76           | 114,2           |
| Total toutes municipalités                       | —                                                   | —                                        | —                              | —                              | 3 926 063   | 3 642 716   | 7,8           | 97 253,70        | 40,4            |
| Province de Colombie-Britannique                 | —                                                   | —                                        | —                              | —                              | 4 400 057   | 4 113 487   | 7,0           | 922 509,29       | 4,8             |

## Anciennes municipalités
Plusieurs communautés ou quartiers de Colombie-Britannique ont eu autrefois le statut de municipalité. Il s'agit d'Aennofield, Alberni, Brocklehurst, Chapman Camp, Chilliwack, Columbia, Cranberry Lake, Dewdney, Dufferin, Fort Nelson, Fraser Mills, Glenmore, Guisachan, Kinnaird, Marysville, Matsqui, Mission City, Natal, Nicomen Island, North Kamloops, Phoenix, Point Grey, Sandon, South Fort George, South Vancouver, Sumas, Tadanac, Valleyview et Westview,,,,,,. Elles ont majoritairement été incorporées à d'autres municipalités plus importantes,,. Phoenix et Sandon sont elles devenus des villes fantômes à la suite du fort déclin de leur population,, tandis que Dewdney a perdu son statut à cause de problèmes financiers.